# Domitius Marsus
Domitius Marsus war ein Dichter aus der Zeit der Augusteer, also aus den letzten Jahrzehnten vor der Zeitenwende, während der Regierungszeit des Kaisers Augustus. Ovid nennt ihn in einem Katalog zeitgenössischer Dichter (Pont.IV,16,5) an erster Stelle. Marsus dürfte also etwa gleichen Alters wie Ovid gewesen sein.
Wie über sein Leben wenig bekannt ist, so weiß man von seinem Werk auch nur von Fragmenten. Sein Hauptwerk waren Epigramme. Darüber hinaus verfasste er andere Dichtungen, ein Epos und ein Prosawerk.
Marsus’ Epigramme waren, soweit wir erkennen können, größtenteils aggressiv und kritisch. Der große römische Epigrammatiker Martial beruft sich auf Marsus.
Überliefert ist ein Nachruf auf den Dichter Tibull.
Te quoque Vergilio comitem non aequa, Tibulle,

Mors iuvenem campos misit ad Elysios,

Ne foret, aut elegis molles qui fleret amores

Aut caneret forti regia bella pede.
Auch dich, Tibullus, hat als jungen Begleiter für Vergil

der ungerechte Tod zu den elysischen Feldern geschickt,

und es wird keinen mehr geben, der zarte Liebschaften mit Elegien beweint

oder königliche Kriege mit starkem Versfuß besingt.
Marsus spricht von dem im Jahre 19 v. Chr. verstorbenen Vergil. Der junge Tibull, sprich der etwa 20 Jahre jüngere Tibull, muss demnach etwa zur selben Zeit wie der große Epiker verstorben sein, damit das Gedicht einen Sinn ergibt. Marsus klagt gleichzeitig über das Fehlen der Elegiker und Epiker, ein Zeichen darauf, dass mit Augustus die goldene Ära der römischen Dichtung zu Ende gehen wird.